# Lenothrix canus
Lenothrix canus is een zoogdier uit de onderfamilie van de muizen en ratten van de Oude Wereld (Murinae) dat voorkomt op het eiland Tuangku (ten noordwesten van Sumatra), in Sarawak en op het schiereiland Malakka. Mogelijk zijn zijn nauwste verwanten Pithecheir en Pithecheirops. Het is de enige soort uit het geslacht Lenothrix. Behalve zijn specialisaties voor het leven in bomen is Lenothrix een van de meest primitieve geslachten van de muizen en ratten van de Oude Wereld, een identiteit die lang verborgen is toen L. canus als een soort van Rattus werd gezien. Kadarsanomys sodyi is oorspronkelijk ook als een ondersoort van L. canus beschreven.

## Kenmerken
Lenothrix canus is een in bomen levende rat met kleine oren. De wollige rugvacht is grijs tot grijsbruin; de onderkant van het lichaam is crèmekleurig, wit of lichtbruin. De zeer lange staart is in het twee derde deel dat het dichtste bij het lichaam zit bruin; de rest is wit. De achtervoeten zijn kort en breed. Vrouwtjes hebben 1+2+2=10 mammae.

## Ondersoorten
Deze soort heeft twee ondersoorten:
- Lenothrix canus canus (Tuangku)
- Lenothrix canus malaisia (Maleisië)

Aethomys-divisie ·
Apodemus-divisie ·
Arvicanthis-divisie ·
Chrotomys-divisie ·
Colomys-divisie ·
Crunomys-divisie ·
Dacnomys-divisie ·
Dasymys-divisie ·
Echiothrix-divisie ·
Golunda-divisie ·
Hadromys-divisie ·
Hybomys-divisie ·
Hydromys-divisie ·
Lorentzimys-divisie ·
Malacomys-divisie ·
Maxomys-divisie ·
Melasmothrix-divisie ·
Micromys-divisie ·
Millardia-divisie ·
Mus-divisie ·
Oenomys-divisie ·
Phloeomys-divisie ·

Pithecheir-divisie (Eropeplus · Lenomys · Lenothrix · Margaretamys · Pithecheir · Pithecheirops) ·

Pogonomys-divisie ·
Pseudomys-divisie ·
Rattus-divisie ·
Stenocephalemys-divisie ·
Uromys-divisie ·
Xeromys-divisie ·
Niet-ingedeelde geslachten